# ابراهیم‌آباد (چشمه زیارت، دو)
ابراهیم‌آباد یا کلچات روستایی در دهستان چشمه زیارت بخش مرکزی شهرستان زاهدان استان سیستان و بلوچستان ایران است.

## جمعیت
بر پایه سرشماری عمومی نفوس و مسکن در سال ۱۳۹۵ جمعیت این روستا ۵۱ نفر (۱۲خانوار) بوده‌است.